# Jakob Herrmann (Jurist)
Jakob Herrmann (* 3. Februar 1784; † 16. Juni 1837 in Adelsheim) war ein deutscher Verwaltungsbeamter.

## Leben
Jakob Herrmann, Sohn des Forstverwalters Johann Georg Herrmann in Bruchsal, studierte ab November 1802 Rechtswissenschaften an der Ruprecht-Karls-Universität Heidelberg. 1803 wurde er dort Mitglied des Studentenordens der Constantisten und der Landsmannschaft Rhenania. 1805 schloss er sich dort der Suevia an. In Heidelberg wurde ihm 1806 die Examenszulassung verweigert. 1808 wurde er als Rechtspraktikant examiniert. Er trat eine Stellung als grundherrlicher Beamter in Neckarbischofsheim an. Nachdem mehrere grundherrlicher Ämter zusammengelegt worden waren, war er ab 1809 nur noch Amtsrevisor. 1814 wurde er Amtsrevisor in Osterburken. 1819 wurde er Amtsverwalter und somit Amtsvorstand des Bezirksamts Osterburken. 1821 erfolgte seine Ernennung zum Amtmann. 1833 wechselte er als Amtsvorstand zum Bezirksamt Adelsheim. Noch im gleichen Jahr wurde er in den einstweiligen Ruhestand versetzt und 1834 wegen „beharrlichen Ungehorsams“ aus dem Dienst entlassen, erhielt aber das Schriftverfassungsrecht in Verwaltungssachen.